# Присяжнюк, Валерий Павлович
Вале́рий Па́влович Присяжню́к (укр. Валерій Павлович Присяжнюк; род. 1960) — украинский генерал-майор милиции, Заслуженный юрист Украины.

## Биография
Родился 5 июня 1960 года в посёлке Дзержинск (ныне Романов) Житомирской области Украинской ССР.

### Образование
Валерий Присяжнюк имеет три высших образования: в 1981 году он окончил Луцкий педагогический университет (ныне Восточноевропейский национальный университет имени Леси Украинки), в 1995 году — Академию МВД Украины (специальность «Правознание») и в 1999 году — Институт международных отношений Киевского государственного университета им. Шевченко. Кандидат юридичних наук

### Деятельность
Свою трудовую деятельность Присяжнюк начал с должности тренера-преподавателя ДЮСШ областного совета спортивного общества «Буревестник», занимаясь до этого спортом под руководством Заслуженного тренера Украины Леонида Педыка.
В 1981—1983 годах служил в рядах Советской армии. Демобилизовавшись в 1983 году, начал службу в органах внутренних с должности участкового инспектора инспекции по делам несовершеннолетних Житомирского РОВД. Затем продолжил службу в управлении по борьбе с организованной преступностью УМВД Украины в Житомирской области в должностях начальника отделения и позже — начальника отдела.
С августа 1999 года В.П. Присяжнюк — заместитель начальника и начальник отдела по борьбе с международной преступностью, начальник одного из ведущих управлений ГУБОП МВД Украины.
В феврале 2008 года назначен на должность начальника Управления МВД Украины в Житомирской области, сложив эти полномочия в марте 2010 года.
В декабре 2016 года они был назначен руководителем Главного управления Национальной полиции в Ровенской области.

## Награды
- За весомый личный вклад в укрепление правопорядка, повышение авторитета милиции среди населения генерал-майор милиции Присяжнюк Валерий Павлович награжден Указом Президента Украины медалью «За безупречную службу» III степени.
- Также был награждён ведомственными наградами МВД Украины — «Рыцарь Закона», «Крест Славы», «Закон и честь», «Почетный знак МВД Украины», «За отличие в службе» I и ІІ степеней, «Почетный знак ГУБОП МВД Украины» I и ІІ степеней.
- Имеет государственную награду Венгрии и другие награды Украины.